# Dekanat Marynarki Wojennej
Dekanat Marynarki Wojennej – jeden z 8 dekanatów Ordynariatu Polowego Wojska Polskiego, utworzony 1 października 1991. Dziekanem od 10 lutego 2016 jest ks. kmdr mgr Zbigniew Rećko – proboszcz parafii Wojskowej Marynarki Wojennej RP pw. Matki Bożej Częstochowskiej w Gdyni Oksywiu.

## Parafie
W skład dekanatu wchodzi 12 parafii:
1. Parafia wojskowa Matki Bożej Różańcowej – Dziwnów, ul. Dziwna 10 B
2. Parafia wojskowa Miłosierdzia Bożego – Elbląg, ul. Królewiecka 169
3. Parafia cywilno-wojskowa Matki Odkupiciela – Gdańsk Wrzeszcz, ul. Sobótki 20
4. Parafia wojskowa Matki Bożej Częstochowskiej – Gdynia Oksywie, ul. Śmidowicza 47
5. Parafia wojskowa św. Macieja Apostoła – Kołobrzeg, ul. św. Macieja 3
6. Parafia cywilno-wojskowa św. Marcina – Koszalin, ul. Zwycięstwa 202 A
7. Parafia wojskowa Chrystusa Króla – Lębork, ul. Obrońców Wybrzeża 1
8. Parafia wojskowa św. Pawła Apostoła – Słupsk, ul. Westerplatte 44
9. Parafia cywilno-wojskowa św. Jerzego – Sopot, ul. Kościuszki 1
10. Parafia wojskowa bł. ks. kmdr ppor. Władysława Miegonia – Świnoujście, ul. Piłsudskiego 35 A
11. Parafia wojskowa św. Marka Ewangelisty – Ustka, ul. Komandorska 64
12. Parafia personalna św. Wojciecha – Wejherowo, ul. Sobieskiego 277